# Erich Topp
Erich Topp, född 2 juli 1914 i Hannover, död 26 december 2005 i Süßen, Baden-Württemberg, var en tysk sjömilitär och den tredje mest framgångsrika ubåtsbefälhavaren inom den tyska marinen under andra världskriget. Han mottog även Riddarkorset av Järnkorset, vilket var Nazitysklands högsta utmärkelse för tapperhet i fält eller framgångsrikt militärt ledarskap. Han sänkte totalt 35 skepp med en sammanlagd vikt av 197 460 registerton. I Kriegsmarine var han fregattkapten, medan han uppnådde graden konteramiral i Bundesmarine.

## Biografi
Topp föddes i Hannover som son till ingenjören John Topp, och inträdde i Kriegsmarine (tyska flottan) 1934, där han tjänstgjorde som löjtnant på den lätta kryssaren Karlsruhe under sitt första uppdrag 1937. Därefter förflyttades han till U-Bootwaffe (ubåtsflottan) i oktober 1937. Han tjänstgjorde som vaktofficer ombord på U-46 och deltog i fyra uppdrag innan han fick sin kommendering på U-57 den 5 juni 1940. Han förde befälet på U-57 och under två uppdrag lyckades ubåten sänka sex fartyg. Hon sänktes slutligen efter en kollision med ett norskt fartyg den 3 september 1940.
Topp överlevde och fick befälet över U-552, en typ VIIC-båt, den 4 december 1940. Med U-552, "Der Rote Teufel", inriktades hans attacker främst mot konvojer i Nordatlanten. Under tio uppdrag sänkte han 30 fartyg och satte flera andra ur stridbart skick. Ett av hans offer under denna period var jagaren USS Reuben James, det första amerikanska örlogsfartyg som sjönk under andra världskriget, den 31 oktober 1941. Detta ledde till diplomatiska förvecklingar med USA. Varför sänkningen av SS David H. Atwater följande år anses särskilt kontroversiell är fortfarande en gåta.
I oktober 1942 blev han befälhavare för 27:e ubåtsflottiljen, med bas i Gotenhafen (nuvarande Gdynia, Polen), vilket gav honom möjlighet att introducera den nya ubåtstypen Type XXI Elektro Boot i aktiv tjänst. Han skrev stridsmanualen för Type XXI, och kort före slutet av kriget tog han befäl över U-2513 med vilken han kapitulerade den 8 maj 1945, i Horten, Norge. Från 20 maj till den 17 augusti 1945 var Erich Topp krigsfånge i Kragerog (Norge).

## Efterkrigstiden
Den 4 juni 1946 började han studera arkitektur vid Hannovers tekniska universitet, där han avlade ingenjörsexamem 1950. Han var även teknisk rådgivare när filmen "Hajar och småfisk" spelades in 1957.
Efter att ha återinträtt i flottan den 3 mars 1958 och efter en genomgång med flottans personal tjänstgjorde han från den 16 augusti 1958 som chef för NATO:s militära kommitté i Washington DC. Därefter blev han den 1 oktober 1963 utsedd till stabschef för flottan, en tjänst han innehade från den 1 juli 1965. Som biträdande chef för flottans personal var han anställd vid försvarsministeriet. Den 15 november 1965 blev han befordrad till amiral och var samtidigt operativ chef för marinen och flottan. Han blev befordrad till konteramiral den 21 december 1966 som en belöning för hans insatser vid återuppbyggnaden av flottan samt som initiativtagare till den transatlantiska alliansen. Den 19 september 1969 belönades han med befälhavares kors av Förbundsrepubliken Tysklands förtjänstorden. Han pensionerades den 31 december 1969.
Topp avled den 26 december 2005 i Süßen vid en ålder av 91 år. Han lämnade efter sig två söner, Peter Kay (född 1945) och Michael (född 1950) och fem barnbarn.

## Utmärkelser
- Ubåtskrigsutmärkelsen: 7 november 1939
  - Diamanter: 11 april 1942
- Järnkorset av andra klassen: 1 januari 1940
- Järnkorset av första klassen: 1 september 1940
- Riddarkorset av Järnkorset med eklöv och svärd
  - Riddarkorset: 20 juni 1941
  - Eklöv: 11 april 1942
  - Svärd: 17 augusti 1942
- Marinens hedersdolk med diamanter: 17 augusti 1942
- Krigsförtjänstkorset av andra klassen med svärd: 30 januari 1944
- Krigsförtjänstkorset av första klassen med svärd: 1 december 1944
- Omnämnd i Wehrmachtbericht vid tre tillfällen: 3 juli 1941, 11 april 1942 och 18 juni 1942
- Förbundsrepubliken Tysklands förtjänstordens stora kors: 19 september 1969